# Piotr Wieteska
Piotr Wieteska (ur. 17 czerwca 1962) – polski muzyk i menedżer.
Razem z Kazikiem Staszewskim był współzałożycielem grupy Kult, w której był basistą w latach 1982–1986. Odszedł z niego w 1986 roku, dwa tygodnie przed nagraniem pierwszej płyty formacji, po przystąpieniu do Świadków Jehowy – nadal należy do tego związku. Od 1995 jest menedżerem Kultu, a także Kazika i KNŻ. Do 2004 był menedżerem Happysad. Był także założycielem i basistą grupy Buldog, do której zaprosił m.in. Kazika.